# Подумайте о детях
«Подумайте о детях!» — фраза, развившаяся в риторический приём. При недостатке или слабости своих логических аргументов оратор экспрессивно взывает подумать о детях, указывая на некую угрозу (возможно, сильно преувеличенную), чтобы слушателей захлестнули эмоции, вызванные инстинктом защиты детей, и во власти этих эмоций они не заметили бы слабости позиции оратора. Так, например, призыв «подумать о детях» использовался сторонниками введения цензуры, чтобы под видом защиты детей ограничить доступ к информации всему обществу, включая взрослых.

## Использование
По мнению авторов пособия по ведению парламентских дебатов «Art, Argument, and Advocacy» (2002), использование фразы подменяет эмоциями рассудок в дискуссии. Специалист по этике Джек Маршалл писал в 2005 году, что популярность фразы проистекает из её способности приостанавливать рациональность. Призыв «подумать о детях» использовался сторонниками цензуры, чтобы оградить детей от воспринимаемой угрозы. Скот Битти в книге «Community, Space and Online Censorship» (2009) отмечает, что описание детей в инфантильном духе как нуждающихся в защите невинных людей является одной из форм одержимости понятием чистоты.
В статье 2011 года в издании «Journal for Cultural Research» отмечается, что фраза сейчас стала использоваться гораздо чаще, чем раньше, вследствие моральной паники.
Принятый в России в 2012 году федеральный закон № 139-ФЗ 2012 года, предназначенный для защиты детей от информации, причиняющей вред их здоровью и развитию, ещё в ходе обсуждения и принятия критиковался экспертами как фактически вводящий интернет-цензуру. Впоследствии эти опасения неоднократно подтверждались практикой правоприменения.

## Пародия: «закон Лавджой»
Фраза использовалась в фильме студии Walt Disney Pictures «Мэри Поппинс» 1964 года, когда Миссис Бэнкс умоляет няню не уходить и говорит «подумайте о детях!». Данная фраза также была популяризована как сатирическая отсылка в анимационном сериале «Симпсоны» в 1996 году, когда Хелен Лавджой призывала, чтобы «кто-нибудь, пожалуйста, подумал о детях!» во время бурных дебатов граждан вымышленного города Спрингфилда. Чарльз Тен Бринк в статье в «Georgia State University Law Review» называет реплику Лавджой успешной пародией. Впоследствии использование призыва «подумать о детях» часто становилось предметом насмешек. После использования в «Симпсонах» фразу стали называть «закон Лавджой», «защитой Хелен Лавджой» и «синдромом Хелен Лавджой».